# Tyranneau verdâtre
Phylloscartes virescens
Espèce
Statut de conservation UICN

 LC  : Préoccupation mineure
Le Tyranneau verdâtre (Phylloscartes virescens) est une espèce de passereau de la famille des Tyrannidae,.

## Distribution

Cet oiseau vit dans les plaines des Guyanes et des régions adjacentes du nord du Brésil (État d'Amazonas), en dessous de 500 m d'altitude,,.

## Systématique
Cette espèce est monotypique selon la classification de référence du Congrès ornithologique international (version 9.1, 2019).